# Duke Ragan
Duke Ragan (* 18. September 1997 in Linn, Ohio) ist ein US-amerikanischer Amateurboxer im Bantamgewicht. 

## Karriere
Der 1,68 m große Linksausleger begann 2006 mit dem Boxsport. Im Jahre 2016 wurde Ragan unter anderem sowohl US-amerikanischer Meister als auch Golden-Gloves-Sieger. Bei den US-amerikanischen Meisterschaften bezwang er Gabriel Quijada nach Punkten, Edward Richardson durch technischen Knockout in Runde 1 und Kevin Montano, Victor Bravo sowie Shon Mondragon jeweils nach Punkten. Beim Golden-Gloves-Turnier siegte er über Cody Sullivan durch T.K.o. in der 3. Runde sowie gegen Kyree Lyons, Mathias Radcliffe, Dominique Crowder und Victor Morales Jr jeweils nach Punkten.
2017 gewann er den Chemiepokal in Deutschland mit Siegen gegen Dominik Hirsch, David Segundo Padilla, Qairat Jeralijew und Wasilij Wetkin. Bei den Panamerikameisterschaften 2017 in Honduras gewann er nach Halbfinalniederlage gegen Javier Ibáñez eine Bronzemedaille und qualifizierte sich damit für die Weltmeisterschaften 2017 in Hamburg. Dort erreichte er gegen Javier Ibáñez, Lee McGregor, Zhang Jiawei und Gaurav Bidhuri das Finale, in welchem er gegen Qairat Jeralijew unterlag.
Bei den Panamerikanischen Spielen 2019 in Lima gewann er eine Silbermedaille und qualifizierte sich zur Teilnahme an den Olympischen Spielen 2020 in Tokio. Dort besiegte er Samuel Kistohurry, Serik Temirschanow, Kurt Walker und Samuel Takyi, ehe er im Finalkampf gegen Albert Batyrgasijew unterlag und die Silbermedaille gewann.